# Кубок Імператора Японії з футболу 2017
Кубок Імператора Японії з футболу 2017 — 97-й розіграш кубкового футбольного турніру в Японії. Титул володаря кубка вчетверте здобув Сересо Осака.

## Календар
| Раунд        | Дата                     | Матчі | Клуби   |
| ------------ | ------------------------ | ----- | ------- |
| Перший раунд | 22-23 квітня 2017        | 24    | 88 → 64 |
| 1/32 фіналу  | 21 червня 2017           | 32    | 64 → 32 |
| 1/16 фіналу  | 12 липня - 2 серпня 2017 | 16    | 32 → 16 |
| 1/8 фіналу   | 20 вересня 2017          | 8     | 16 → 8  |
| 1/4 фіналу   | 25 жовтня 2017           | 4     | 8 → 4   |
| 1/2 фіналу   | 23 грудня 2017           | 2     | 4 → 2   |
| Фінал        | 1 січня 2018             | 1     | 2 → 1   |

## 1/8 фіналу
| Команда 1                  | Рахунок | Команда 2         |
| -------------------------- | ------- | ----------------- |
| 20 вересня 2017            |         |                   |
| Мацумото Ямага (2)         | 0:2     | Віссел Кобе       |
| Урава Ред Даймондс         | 2:4     | Касіма Антлерс    |
| Сересо Осака               | 1:0     | Нагоя Грампус (2) |
| Цукубський університет (У) | 0:2     | Омія Ардія        |
| Йокогама Ф. Марінос        | 3:2 дч  | Санфрече Хіросіма |
| Нагано Парсейро (3)        | 0:1     | Джубіло Івата     |
| Кавасакі Фронтале          | 4:1     | Сімідзу С-Палс    |
| Гамба Осака                | 2:3     | Касіва Рейсол     |

## 1/4 фіналу
| Команда 1           | Рахунок      | Команда 2      |
| ------------------- | ------------ | -------------- |
| 25 жовтня 2017      |              |                |
| Віссел Кобе         | 1:1 пен. 5:4 | Касіма Антлерс |
| Сересо Осака        | 2:0          | Омія Ардія     |
| Йокогама Ф. Марінос | 1:0          | Джубіло Івата  |
| Кавасакі Фронтале   | 0:1          | Касіва Рейсол  |

## 1/2 фіналу
| Команда 1           | Рахунок | Команда 2     |
| ------------------- | ------- | ------------- |
| 23 грудня 2017      |         |               |
| Віссел Кобе         | 1:3 дч  | Сересо Осака  |
| Йокогама Ф. Марінос | 2:1 дч  | Касіва Рейсол |

## Фінал
| 1 січня 2018 7:40 (EEST) |

| Сересо Осака             | 2:1 дч   | Йокогама Ф. Марінос |
| ------------------------ | -------- | ------------------- |
| Ямамура 65' Мізунума 95' | Протокол | Іто 8'              |

| Сайтама 2002, Сайтама Арбітр: Мінору Тойо |